# Karl Rümmele
Karl Johann Rümmele (* 27. März 1859 in Durlach; † 21. August 1942 in Neustadt (Schwarzwald)) war ein deutscher Bahnbauingenieur bei den Badischen Staatseisenbahnen.

## Leben
Karl Rümmele war der Sohn von Johann Rümmele (teilweise auch Rummeler) und Lisette Barbara Wolf. Er wurde am 30. März 1859 in der Durlacher Peter-und-Paul-Kirche getauft. Am 18. September 1890 heiratete er Maria Schaller (* 12. Mai 1868) in Blumberg.

## Wirken
Im Jahr 1888 wurde Karl Rümmele, der damalige Ingenieur II. Klasse, von Großherzog Friedrich I. zum Bahningenieur ernannt und 1890 von Zollhaus nach Stühlingen (beide an der Wutachtalbahn) versetzt.
Am 15. Mai 1893 meldete Karl Rümmele beim Kaiserlichen Patentamt unter der Nummer R. 8058 ein Patent für ein Verfahren zum Abdichten der Fugen von wasserdurchlässigem Mauerwerk an, das im Reichsanzeiger vom 19. März 1894 veröffentlicht wurde.
Ende 1893 wurde Bahningenieur Rümmele von Stühlingen der Bahninspektion Waldshut (Bahnhof Waldshut) zugeteilt, während sein dortiger Kollege Karl Weyer zum Bahninspektor in Konstanz wechselte. Anfang 1895 wurde Rümmele zum Regierungsbaumeister ernannt. 1896 wurde er zusammen mit Otto Ruch aus Überlingen der Eisenbahnbauinspektion Neustadt i. Schw. zugeteilt. 1900 wurde ihm der Titel des Bahnbauinspektors verliehen, den er beibehielt, als er 1901 zum Vorstand der Neustädter Eisenbahnbauinspektion ernannt wurde. In Neustadt wurde er mit der Projektierung und Ausführung der Bahnlinie von Kappel-Gutachbrücke nach Bonndorf beauftragt, die 1907 eröffnet wurde.
Ab 1902 projektierte er ohne Bezahlung einen durchgehenden Fußweg durch die Wutachschlucht mit dem Titel: „Denkschrift und Anschlag für den Fußweg durch das Wutachtal zwischen Bad Boll und Wutachmühle“. Bis dahin gab es zwischen Bad Boll und der Wutachmühle keinen durchgehenden Weg entlang des Flusses. Ein erster Versuch eines Weges war nur wenige Jahre zuvor gescheitert, weil die Brücken bereits mit dem ersten Hochwasser zerstört worden waren. Rümmele sah zunächst einen Weg mit insgesamt sieben Stegen vor, konnte die Zahl der Stege aber auf vier reduzieren, da er weitere Wegstrecken in den Fels verlegte. Die vier Stege wurden in Freiburg gefertigt und kosteten zusammen 12.000 Goldmark. Eine Besonderheit war die Konstruktion dieser Stege als Hängebrücke. Die Stege wurden einseitig im Fels verankert, während sie auf der anderen Seite auf einem steinernen Pfeiler ruhten. Wenn nun dieser Pfeiler durch Hochwasser zerstört würde, hängt die Brücke immer noch frei am Felsen. Am 3. Juli 1904 wurde der insgesamt 8,4 km lange, auf weite Strecken in den Fels gesprengte Weg eröffnet.
Im Jahr 1924 trat Oberregierungsbaurat Rümmele den Ruhestand an.
Rümmele war Mitglied im Kirchengeschichtlichen Verein für das Erzbistum Freiburg. Von 1894 bis zu seinem Tod war er Mitglied (ab 1896 Ehrenmitglied) im Schwarzwaldverein.

## Ehrungen

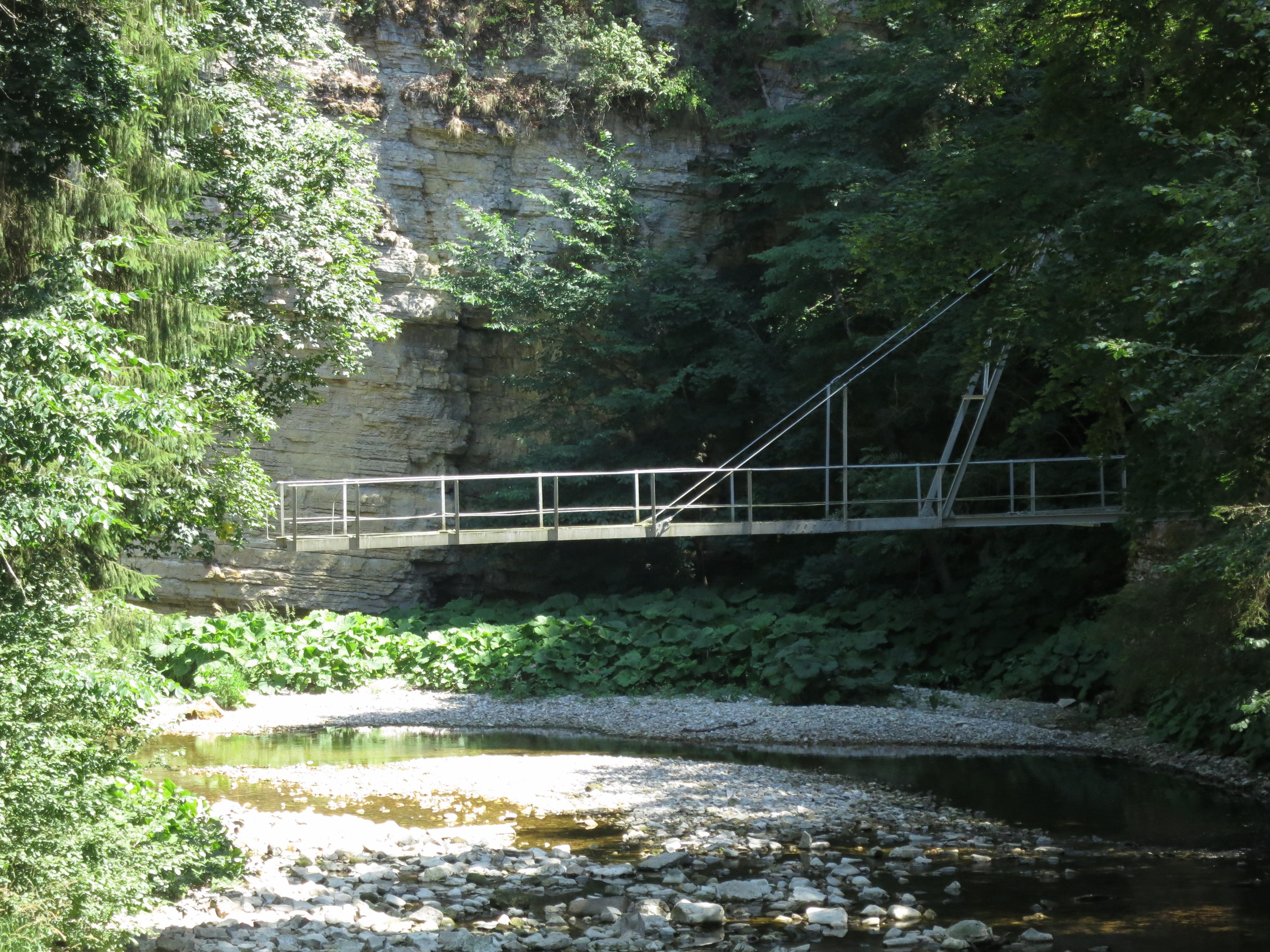
Alter Rümmelesteg. Der Steg hängt einseitig an der Felswand, nachdem der Auflagepfeiler durch mehrere Hochwässer zerstört wurde. Zwischenzeitlich hat die Wutach ihr Flussbett soweit verbreitert und verlagert, dass der Steg nicht mehr genutzt werden kann und flussaufwärts ein neuer Rümmelesteg gebaut wurde.

Bei der Wegeröffnung erhielt der dritte, heute noch als Torso vorhandene, Wutachsteg und die dortige Felswand den Namen Rümmelesteg bzw. Rümmelefelsen.
Initiator dieses Weges war der Schwarzwaldverein, allem voran die Ortsgruppen Bonndorf und Neustadt, die sich mit jeweils 5000 Mark an den Kosten beteiligten. 1905 erhielt der Weg in Würdigung des Geographen und damaligen Präsidenten des Schwarzwaldvereins Ludwig Neumann, den Namen Ludwig-Neumann-Weg.